# Nidema
Nidema é um género botânico pertencente à família das orquídeas (Orchidaceae). Foi proposto por Britton & Millsp. em The Bahama Flora 94, em 1920. A Nidema ottonis (Rchb.f.) Britton & Millsp. é a espécie tipo deste gênero, originalmente descrita como Epidendrum ottonis Rchb.f.. Seu nome é um anagrama com Dinema, nome do gênero com o qual relaciona-se.

## Distribuição
Nidema compreende apenas duas espécies muito parecidas entre si, por alguns consideradas apenas varições da mesma espécie, epífitas, de crescimento subcespitoso, algo escandente ou aéreo, que formam grandes touceiras, distribuídas do México ao Peru e norte da Amazônia, em áreas quentes e úmidas, abaixo de quinhentos metros de altitude. Uma espécie referida para o Brasil.

## Descrição
À primeira vista, pelas flores, poderíamos pensar tratarem-se de espécies de Maxillaria, porém uma observação mais atenta revela sua inflorescência em curtos rácimos com poucas flores, brotando do ápice de um pseudobulbo em formação, assim essa possibilidade é prontamente descartada pois as Maxillaria apresentam sempre inflorescências solitárias.
Vegetativamente lembram muito algumas espécies de pequenas Prosthechea centro americanas, com pseudobulbos monofoliados, alongados, fusiformes, de secção redonda, levemente mais espessos à meia altura, algo espaçados, com longas folhas lineares, curvadas, delicadas, subcoriáceas; inflorescências apicais curtas, eretas, com duas a quatro pequenas flores espaçadas, alvas, verdes ou amarelo pálido. 
As flores apresentam sépalas e pétalas lanceoladas e parecidas, livres, as pétalas algo menores e tombadas sobre a coluna com extremidades reflexas, as sépalas mais abertas; o labelo é simples, alongado, ligulado, perto da base mais espesso e com duas suaves elevações careniformes paralelas. A coluna é gibosa, apoda, mede cerca da metade do comprimento dos outros segmentos, e contém antera apical com quatro polínias.

## Filogenia
O posicionamento filogenético de Nidema é no grande clado de Epidendrum. Segundo a filogenia de Laeliinae publicada em 2000, por Cássio van den Berg et al., Nidema com Dinema e Dimerandra forma  um grupo intermediário entre os clados de Prosthechea e de Encyclia.
Em publicação de 2004 os mesmos autores afirmam que estaria inserida em um grupo de pequenos gêneros da América Central, junto com Broughtonia, entre Leptotes e Pseudolaelia, e Dimerandra estaria inserida entre as Scaphyglottis. As informações de parentesco entre níveis mais baixos de classificação ainda variam conforme a metodologia empregada. A busca por amostragens mais conclusivas prossegue. Certamente em poucos anos saberemos com mais certeza.